# Saint-Remy-la-Calonne
 Saint-Remy-la-Calonne  es una comuna y población de Francia, en la región de Lorena, departamento de Mosa, en el distrito de Verdún y cantón de Fresnes-en-Woëvre.
Su población en el censo de 1999 era de 63 habitantes.
Está integrada en la Communauté de communes du Canton de Fresnes-en-Woëvre.

## Demografía
| 66 | 50 | 43 | 44 | 47 | 63 |
| Para los censos de 1962 a 1999 la población legal corresponde a la población sin duplicidades (Fuente: INSEE [Consultar]) |    |    |    |    |    |